# Tomašnica
 Tomašnica  falu Horvátországban, a Károlyváros megyében. Közigazgatásilag Ozalyhoz tartozik.

## Fekvése
Károlyvárostól 8 km-re északnyugatra, községközpontjától 9 km-re délre a Kulpamentén fekszik. Enyhén dombos területén szőlőültetvények, erdők és számos vízfolyás található, melyek közül a leghosszabb a Potok nevet viseli. Ezt több forrás és kis patakocska táplálja köztük a Marulja, a Žlibanja, a Beloslavina, a Vitunjac, a Mikina Mlaka, a Vuljanićev Zdenac, valamint a Popovšćak két forrása. A település a szétszórt jellegű falvak közé tartozik. Három nagyobb egységből áll, melyeket azonban közigazgatásilag nem tartanak nyilván. Ezek Donja-, Srednja- és Gornja Tomašnica. Településrészei Bani, Belavići, Dumešići, Hrastovčaki, Moškuni, Mravunci, Pavlić Brdo, Potočko Selo, Sarovsko Selo, Sohan, Suci, Vuljanići, Šemetari, Križanja nevüket általában az itt települt családok neve alapján kapták.

## Története
Tomašnica első írásos említése 1441-ben történt, de Završje Netretičko Szent Kereszt  plébániáját amelyhez tartozik már 1334-ben említi Ivan goricai főesperes a zágrábi káptalan statutumában. A neves károlyvárosi történésznek Radoslav Lopašićnak a Kulpa és  Korana  vidékének történetéről írt munkájában a középkorban szabadságjogokat kapott települések között Tomašnicát is megemlíti, amely azonban a 16. században már Ozaly várának fennhatósága alatt állt. Így urai a Frangepánok és a Zrínyiek voltak. A nemesi község vezetője a bíró volt, melyet régi horvát nevén zsupánnak neveztek. A községek nagyfokú önállósággal rendelkeztek, saját szokásjoguk és rendeleteik voltak. Az ozalyi uradalom területén levő nemesi községek azonban a 16. században elveszítették önállóságukat, lakói pedig nagyrészt jobbágyok lettek. 1551-ben és 1661-ben Tomašnicát az ozalyi uradalmon belül mint szabad bírói hivatallal rendelkező települést említik. Ebben az időszakban a török támadások miatt sokan költöztek el távolabbi, biztonságosabb vidékekre. 1620-ban Zrínyi Miklós horvát bán a tomašnicai nemesi birtokot Ivan Peranskinak adta, ezen kívül a Peranski család még több Károlyváros környéki birtokot is vásárolt a Zrínyiektől. Ettől kezdve a település mind több írásos dokumentumban szerepel. A 19. század első felében a birtok a Spišić család tulajdonába került. Az idősebbek egy néhai Szent Katalin kápolnát említenek a Lazina erdőben a Glavice szőlőhegyen, ez a kápolna azonban az idők során elpusztult. Máig fennmaradt néhány régi építésű faház és a gazdagabb családok régi házai közül is. Tomašnica lakói mindvégig horvátok és római katolikusok voltak. A falunak 1857-ben 289, 1910-ben 370 lakosa volt. A trianoni békeszerződésig Zágráb vármegye Károlyvárosi járásához tartozott. A gyermekek Zadobarjeba járnak iskolába. A 20. században lakói közül sokan vándoroltak ki a tengerentúlra, ők ma is rendszeresen hazajárnak szülőföldjükre.  Tomašnicának 2011-ben 159 lakosa volt.

## Lakosság
| Lakosság változása | Lakosság változása | Lakosság változása | Lakosság változása | Lakosság változása | Lakosság változása | Lakosság változása | Lakosság változása | Lakosság változása | Lakosság változása | Lakosság változása | Lakosság változása | Lakosság változása | Lakosság változása | Lakosság változása | Lakosság változása |
| ------------------ | ------------------ | ------------------ | ------------------ | ------------------ | ------------------ | ------------------ | ------------------ | ------------------ | ------------------ | ------------------ | ------------------ | ------------------ | ------------------ | ------------------ | ------------------ |
| 1857               | 1869               | 1880               | 1890               | 1900               | 1910               | 1921               | 1931               | 1948               | 1953               | 1961               | 1971               | 1981               | 1991               | 2001               | 2011               |
| 289                | 328                | 321                | 340                | 381                | 370                | 377                | 447                | 488                | 488                | 403                | 325                | 262                | 247                | 195                | 159                |